# Cutato
Cutato är ett vattendrag i Angola. Det ligger i den centrala delen av landet, 400 kilometer sydost om huvudstaden Luanda.
I omgivningarna runt Cutato växer huvudsakligen savannskog. Runt Cutato är det glesbefolkat, med 17 invånare per kvadratkilometer.